# Saltos ornamentais nos Jogos Pan-Americanos de 1967
As competições de saltos ornamentais nos Jogos Pan-Americanos de 1967 foram realizadas em Winnipeg, Canadá. Esta foi a quinta edição do esporte nos Jogos Pan-Americanos. 

## Masculino

### Trampolim de 3 metros
| POSIÇÃO | ATLETA                 |
| ------- | ---------------------- |
|         | Bernie Wrightson (USA) |
|         | Keith Russell (USA)    |
|         | Raul Escobar (COL)     |

### Plataforma de 10 metros
| POSIÇÃO | ATLETA               |
| ------- | -------------------- |
|         | Edwin Young (USA)    |
|         | Luis de Rivera (MEX) |
|         | Diego Henao (COL)    |

## Feminino

### Trampolim de 3 metros
| POSIÇÃO | ATLETA               |
| ------- | -------------------- |
|         | Sue Gossick (USA)    |
|         | Micki King (USA)     |
|         | Kathy McDonald (USA) |

### Plataforma de 10 metros
| POSIÇÃO | ATLETA             |
| ------- | ------------------ |
|         | Lesley Bush (USA)  |
|         | Beverly Boys (CAN) |
|         | Ann Peterson (USA) |

## Quadro de medalhas
| Posição | Nação              |   |   |   | Total |
| ------- | ------------------ | - | - | - | ----- |
| 1       | USA Estados Unidos | 4 | 2 | 2 | 8     |
| 2       | CAN Canadá         | 0 | 1 | 0 | 1     |
| 2       | MEX México         | 0 | 1 | 0 | 1     |
| 4       | COL Colômbia       | 0 | 0 | 2 | 2     |
| Total   | Total              | 4 | 4 | 4 | 12    |